# Kingdom Hearts: Coded
Kingdom Hearts: Coded est un épisode de la série Kingdom Hearts dont l'action se passe après Kingdom Hearts 2.
Ce volet est centré sur une phrase inexplicable inscrite dans le carnet de Jiminy. Le Roi Mickey encode les données (d'où le titre Coded du jeu) et le joueur se retrouve projeté dans ce carnet totalement virtuel afin de trouver le sens de cette phrase.
Il est sorti sur téléphone mobile, sur un modèle disponible uniquement au Japon.

## Kingdom Hearts Re:Coded
Kingdom Hearts Re:Coded est un remake du jeu développé par h.a.n.d. sur Nintendo DS. Cet opus fait partie des jeux dont Tetsuya Nomura a parlé lors d'un entretien.
Le jeu est sorti le 14 janvier 2011 en France. Il a été dévoilé tout comme Kingdom Hearts 3D, lors de l'E3 2010. Cet épisode est celui qui relie tous les autres afin d'introduire Kingdom Hearts 3.
Les personnages restent les mêmes. Lors du retour du Roi et de Jiminy, une phrase mystérieuse apparaît dans un de ses vieux grimoires et Mickey tente de découvrir d'où vient cette phrase. Il matérialise un monde, ainsi que des personnages virtuels afin de réellement comprendre. Sora va devoir quitter son île du destin pour mener l'enquête.
Le jeu est également inclus dans Kingdom Hearts HD 2.5 ReMix sur PS3 et dans Kingdom Hearts HD 1.5 + 2.5 Remix sur PS4.
Seules les cinématiques furent incluses dans cette compilation.